# Otto von Pestel
Otto Wilhelm Heinrich Carl Ernst Friedrich von Pestel (* 26. Oktober 1848 auf Gut Bruche, Landkreis Melle, Niedersachsen; † 1. Juli 1919 ebenda) war Landrat des Landkreises Melle und preußischer Politiker.

## Familie
Pestel heiratete in erster Ehe am 10. Mai 1895 auf Gut Buddenberg bei Ringe (Grafschaft Bentheim) Auguste Freiin von Frydag (* 13. März 1852 auf Gut Buddenberg; † 1. Oktober 1917 auf Gut Bruche), die Tochter des Gutsbesitzers August Freiherr von Frydag, Gutsherr auf Buddenberg, und der Mathilde Freiin von Haus. In zweiter Ehe heiratete er am 19. November 1918 auf Gut Bruche Elisabeth Freiin von Hammerstein-Gesmold (* 10. August 1892 in Celle; † 7. Juni 1957 auf Gut Bruche), die Tochter des Landschaftsrats Ludwig Freiherr von Hammerstein-Gesmold, Fideikommissherr auf Gut Gesmold und der Gertrud von Mandelsloh. Elisabeth von Pestel heiratete nach dem Tod ihres Mannes in zweiter Ehe dessen Nachfolger im Amt des Landrats Ludwig von Bar.

## Leben
Pestel besuchte das Ratsgymnasium Osnabrück. Anschließend studierte er ab 1870 Rechtswissenschaften in  Bonn und Berlin. In Bonn wurde er Mitglied des Corps Hansea. Anschließend trat er in den Justizdienst ein, aus dem er sich schon 1878 zurückzog, um seine ererbten Güter Bruche und Krietenstein bei Bad Essen zu verwalten. Am 1. April 1889 wurde er zum kommissarischen und am 23. Dezember 1889 zum ordentlichen Landrat des Landkreises Melle berufen.
Pestel förderte als Landrat das landwirtschaftliche Vereinswesen. Er war Präsident des landwirtschaftlichen Hauptverein Osnabrück, war im Vorstand der Landwirtschaftskammer Hannover und vor Aufsichtsratsvorsitzender der Zentral-Genossenschaft des Osnabrücker Konsumvereins.
1908 wurde er Vorsitzender des Provinzialausschusses, 1909 bis 1919 war er Vorsitzender des Provinziallandtags der Provinz Hannover; ab 1912 auf Lebenszeit. 
Seine Grabstätte befindet sich auf dem Städtischen Friedhof in Melle.

## Ehrungen
- Pestel wurde 1902 von Kaiser Wilhelm II. ins Preußische Herrenhaus berufen.
- Er war königlich preußischer Kammerherr.
- Er war Rechtsritter des Johanniterordens.

## Ehrungen (posthum)
In Melle wurde nach Otto von Pestel eine Straße, die Pestelstraße und ein Aussichtsturm, die Ottoshöhe benannt.